# Karl Frank (Unternehmen)
Die Karl Frank GmbH war ein Unternehmen für Meßzeug und Prüfmaschinenbau. 

## Geschichte
Karl Jakob Frank (1885–1952) befasste sich ab 1912 mit der Herstellung von Parallel-Endmaßen, die er ab 1919 in seiner feinmechanischen Werkstätte in Mannheim-Neckarau serienmäßig auf den Markt brachte. 
Seither wurde das Programm ergänzt um Prüfmaschinen für Metall, Textilien, Papier, Pappe, Elastomeren und Plastomeren sowie Lehrenhärteprüfmaschinen für zerstörende Materialprüfungen. Nach der Zerstörung des Betriebs im Zweiten Weltkrieg 1943 folgte Ende 1948 die Volldemontage.
1948 wurde der Firmensitz nach Weinheim-Birkenau verlegt und der alte Neckarauer Firmensitz aufgegeben. Als 1959 ein neues Zweigwerk in Mannheim-Rheinau errichtet wurde, hatte das Unternehmen 400 Beschäftigte, davon 50 in Rheinau.
Sein Sohn Karl Friedrich Frank (* 24. Dezember 1906 in Karlsruhe) führte das Unternehmen nach seiner Messtechnikerausbildung in den USA fort. Es setzte sich zunehmend die Beratung und die Einrichtung kompletter Werkstoffprüflaboratorien durch. 1973 gab es ein Rationalisierungsabkommen mit M. Koyemann Nachf. Puchstein & Co. in Erkrath.
Nach dem Konkurs Ende der 90er Jahre wurden Unternehmensteile von anderen Firmen übernommen und fortgeführt.